# HTC Tattoo
L'HTC Tattoo (precedentemente conosciuto come HTC Click), è un telefono cellulare prodotto dalla compagnia HTC dotato di sistema operativo Android. È il secondo telefono ad incorporare l'interfaccia HTC Sense. Il telefono è stato annunciato l'8 settembre 2009.

## Perché uno schermo resistivo
A differenza di altri dispositivi Android prodotti da HTC, il Tattoo è dotato di touchscreen resistivo invece che capacitivo. Il multi-touch, infatti, secondo il progettista del dispositivo e l'azienda HTC, non sarebbe stato pratico su uno schermo di dimensioni ridotte. Lo schermo resistivo permette inoltre di ridurre i costi.

## Specifiche
Le specifiche, secondo le notizie del sito Gizmodo dell'8 settembre 2009::
- Risoluzione schermo: 240 x 320
- Input: Touchscreen resistivo
- Fotocamera da 3.2 Megapixel
- A-GPS
- Bussola digitale
- RAM: 256 MB
- ROM: 512 MB
- compatibile con microSD (SDHC)
- Sistema operativo: Android 1.6 e HTC Sense
- Wi-Fi (802.11b/g)
- Bluetooth 2.0 + EDR & A2DP
- HTC ExtUSB (retrocompatibilità con Mini-B USB)
- 3.5 mm audio jack, microfono, altoparlante
- Accelerometro
- Radio FM with RDS

## Cover personalizzabili
L'HTC Tattoo è il primo smartphone HTC con cover completamente personalizzabili. Il guscio plastico del telefono può essere infatti rimosso e sostituito con uno disegnato su scelta del proprietario Il 12 ottobre 2009 HTC ha lanciato il sito web TattooMyHTC che offre cover predefinite a partire da €11.99 o personalizzate per €14.99.